# Саломон Калу
Саломо́н Арма́н Маглуа́р Калу́ (фр. Salomon Armand Magloire Kalou; нар. 5 серпня 1985 року, Уме, Кот-д'Івуар) — івуарійський футболіст. Нападник збірної Кот-д'Івуару та німецької «Герти».

## Кар'єра

### Ранні роки
Найбільшу відомість здобув виступаючи за нідерландський «Феєнорд» та англійський «Челсі».

### Лілль
У липні 2012 підписав 4-річний контракт із французьким «Ліллем».

### Герта
Наприкінці серпня 2014, німецька «Герта» на своєму офіційному сайті повідомила, що Калу підписав з берлінцями трирічний контракт.

## Досягнення

### Командні
«Челсі»
- Чемпіон Англії: 2009-10
- Володар Кубка Англії: 2006-07, 2008-09, 2009-10, 2011-12
- Володар Кубка Футбольної Ліги: 2006-07
- Володар Суперкубка Англії: 2009
- Переможець Ліги чемпіонів: 2011-12

Кот-д'Івуар
- Володар Кубка африканських націй: 2015
- Срібний призер Кубка африканських націй: 2012

### Індивідуальні
- Футболіст року в Нідерландах: 2005
- Найкращий молодий футболіст Африки: 2008